# Bandslam
Bandslam – amerykański film w reżyserii Todda Graffa. Film wielokrotnie zmieniał tytuł. Początkowo podawano nazwę Will (od imienia głównego bohatera), następnie Rock On. W ostateczności jednak postawiono na Bandslam. Premiera filmu nastąpiła 12 sierpnia 2009 roku.
W weekend otwierający emisję w Stanach Zjednoczonych wpływy ze sprzedaży biletów wyniosły 2 231 273 dolarów amerykańskich.

## Obsada
- Alyson Michalka – Charlotte Banks
- Gaelan Connell – Will Burton
- Vanessa Hudgens – Sam (Sa5m)
- Lisa Kudrow – Karen Burton

## Opis fabuły
Will Burton (w tej roli Gaelan Connel) jest entuzjastą muzyki, fanem Davida Bowie z nutką rocka i chłopakiem z sąsiedztwa. Przez film Will pisze dzienniki jako maile do Bowie, lecz ten mu nigdy nie odpowiedział. Kiedy mama Willa – Karen (w tej roli Lisa Kudrow) znajduje nową pracę, chłopak idzie do nowej szkoły do której jest chętny, bo w poprzedniej był zastraszany. Podczas lunchu pierwszego dnia w nowej szkole spotyka dziewczynę, która mówi że jej imię jest pisane Sa5m (w tej roli Vanessa Hudgens), ale wymawia się Sam, 5 wypadło, np. Cześć! Jestem Sam, 5 wypadło. Ona mówi mu o Bandslam, corocznym konkursie muzycznym, w którym wygrany zespół dostaje kontrakt płytowy. Will i Sa5m szybko stają się przyjaciółmi, ale krótko potem jest poszukiwany przez inną dziewczynę, nazywającą się Charlotte Barnes (w tej roli Alyson Michalka). Pewnego popołudnia, Charlotte zapytała się Willa czy zapisze się do jej świetlicy po szkole. Kiedy dziewczyna zachęca go aby poszedł z nią do jej miejsca schadzek, nastolatek jest zszokowany – jak jego samotna matka Karen. Zdziwiona wiedzą Willa na temat muzyki elektrycznej, Charlotte, która jest świetną piosenkarką i pisarką piosenek, pyta Willa czy zarządzał by jej rockowym zespołem. Jej celem jest zemsta na jej byłym chłopaku – muzyku Benie Wheatley (Scott Porter) podczas Bandslam.